# Ippolit Nikitič Myškin
Ippolit Nikitič Myškin, in russo Ипполит Никитич Мышкин? (Pskov, 3 febbraio 1848 – Šlissel'burg, 7 febbraio 1885), è stato un rivoluzionario russo.
Fu fucilato nella fortezza di Orešek.

## Biografia
Figlio di un sottufficiale dell'esercito, iniziò a studiare a Pskov e dal 1861 continuò gli studi col fratello Grigorij nella Scuola militare di San Pietroburgo, diplomandosi in stenografia nel 1864. Dopo essere stato impiegato nell'Accademia militare Nicola I, nel 1868 lasciò l'esercito trasferendosi a Mosca per lavorare come cronista nel «Moskovskie Vedomosti».
Nel 1873 organizzò con Elizaveta Ermolaeva e altri čajkovcy una tipografia clandestina per la stampa di libri proibiti dal regime. Le pagine stampate venivano inviate in una legatoria di Saratov. Il 9 giugno 1874, mentre Myškin si trovava a Rjazan', a seguito di una perquisizione della polizia il gruppo illegale moscovita fu scoperto e arrestato. Saputo degli arresti, in luglio Myškin lasciò clandestinamente la Russia.
Tornò dopo un anno, intenzionato a liberare Černyševskij, detenuto a Viljujsk, in Siberia. Il 12 luglio 1875 si presentò all'ufficio di polizia e richiese la consegna dello scrittore, spacciandosi per un ufficiale della gendarmeria incaricato di trasferire Černyševskij a Blagoveščensk ma, sospettando l'inganno, due cosacchi presero in consegna Myškin per portarlo a Irkutsk per accertamenti. Lungo la strada, Myškin sparò ai due cosacchi e fuggì. Rintracciato il 20 luglio, fu arrestato e, dopo il riconoscimento della sua identità e la confessione, il 31 gennaio 1876 fu trasferito da Jakutsk a Pietroburgo e rinchiuso nella fortezza Pietro e Paolo.
Con l'accusa di attività illegale e tentato omicidio fu imputato nel «processo dei 193», iniziato il 30 ottobre 1877. Nell'udienza del 27 novembre si rese famoso denunciando il tribunale quale «vana commedia» e prevedendo l'inevitabile rivoluzione, «data la disperata situazione in cui si trova il popolo», con la costituzione di un partito social-rivoluzionario, formato dall'unione delle forze intellettuali e popolari.
Condannato a 10 anni di lavoro forzato, lungo il trasferimento in Siberia ebbe il solo pensiero di fuggire o di farsi uccidere piuttosto che scontare la pena. Nel campo di Novobelgorod scavò un tunnel ma fu scoperto. Schiaffeggiò un carceriere e fu picchiato. Nell'autunno del 1881, nel corso della cerimonia funebre del detenuto Dmochovskij tenuta nella chiesa di Irkutsk, tenne un discorso provocatorio che gli costò altri 5 anni di lavori forzati. Nel maggio del 1882 riuscì finalmente a fuggire dal campo di Ust'-Kara insieme con Chruščov, ma fu ripreso due mesi dopo, mentre a Vladivostok tentava di imbarcarsi clandestinamente su una nave straniera.
Riportato a Ust'-Kara, partecipò a proteste e a scioperi della fame, finché nel 1883 fu trasferito a Pietroburgo e rinchiuso nella fortezza Pietro e Paolo e poi a Schlisselburg, dove il 6 gennaio 1885 offese il direttore del carcere. Il tribunale militare lo condannò a morte il 27 gennaio e Myškin fu fucilato il 7 febbraio 1885.